# فردن، نیدرزاکسن
فردن (Verden) شهری در شمال ایالت نیدرزاکسن آلمان است. رود آلر از این شهر عبور می‌کند. این شهر در ناحیه‌ای کوهپایه‌ای واقع شده‌است و دارای آب و هوای خوبی است.
این شهر در ایالات نیدرزاکسن واقع شده و مرکز بخش فردن است.
شهر فردن به خاطر وقوع کشتار فردن که گفته می‌شود در سال ۷۸۲ میلادی رخ داده و در آن به دستور شارلمانی ۴۵۰۰ تن از افراد قبیله ساکسون را به خاطر سرپیچی از گرویدن به مسیحیت کشته‌اند معروف است. کلیسای جامع فردن و جفت‌گیری و پرورش اسب از دیگر معروفیت‌های این شهر است.